# Kanton Paimbœuf
Der Kanton Paimbœuf war bis 2015 ein französischer französischer Wahlkreis im Arrondissement Saint-Nazaire, im Département Loire-Atlantique und in der Region Pays de la Loire; sein Hauptort war Paimbœuf. Letzter Vertreter im Generalrat des Départements war von 2011 bis 2015 Yannick Haury (UDI).

## Gemeinden
Der Kanton Paimbœuf umfasste die Wahlberechtigten aus drei Gemeinden:
| Gemeinde              | Bretonisch   | Einwohner (2012) | Fläche (km²) | Code postal | Code Insee |
| --------------------- | ------------ | ---------------- | ------------ | ----------- | ---------- |
| Corsept               | Korzed       | 2721             | 23,62        | 44560       | 44046      |
| Paimbœuf              | Pembo        | 3228             | 2,00         | 44560       | 44116      |
| Saint-Brevin-les-Pins | Sant-Brewenn | 13.088           | 19,29        | 44250       | 44154      |
| Kanton                |              | 19.037           | 44,91        | –           | 4429       |